# Doktor G – lekarz sądowy
Doktor G – lekarz sądowy (ang. Dr. G: Medical Examiner) – program dokumentalny, emitowany przez stację Discovery Health Channel. W Polsce program pokazywany jest przez stacje Discovery World i ID. Był także emitowany przez stację TLC.

## Fabuła
Dr. G, (Dr. Jan Garavaglia) to medyk sądowy w dziewiątym dystrykcie, w Orlando na Florydzie. W każdym odcinku Dr. G usiłuje dociec prawdziwych przyczyn nagłych i tajemniczych zgonów. Wykorzystując swoją wiedzę, doświadczenie i intuicję, odkrywa fakty, które odsłaniają często okrutną prawdę o okolicznościach tragicznych wydarzeń.

## Spis odcinków[1]
| N/o            | Nr w sezonie | Polski tytuł                     | Angielski tytuł                     |
| -------------- | ------------ | -------------------------------- | ----------------------------------- |
| SEZON PIERWSZY |              |                                  |                                     |
| 1              | 1            | Odkupienie                       | Redemption                          |
| 2              | 2            | Wypadek drogowy                  | Hit and Run                         |
| 3              | 3            | Zarządzanie gniewem              | Anger Management                    |
| 4              | 4            | Przeklęte przejście dla pieszych | The Mystery of the Haunted Crossing |
| 5              | 5            | Cykl życia i śmierci             | The Chain of Life and Death         |
| 6              | 6            | Kto Opiekuje Się Dziećmi?        | Who Is Watching the Children?       |
| 7              | 7            | W Mętnej Wodzie                  | Dark Waters                         |
| 8              | 8            | Wołanie o Pomoc                  | A Cry for Help                      |
| 9              | 9            | Matczyna miłość                  | A Mother's Love                     |
| 10             | 10           | Z Prochu w Proch                 | Ashes to Ashes                      |
| 11             | 11           | Walka o Prawdę                   | Fighting for the Truth              |
| 12             | 12           | Młodość za Wszelką Cenę          | Dying to be Young                   |
| SEZON DRUGI    |              |                                  |                                     |
| 13             | 1            | Śmierć na drodze                 | Death on the Road                   |
| 14             | 2            | Po żałobie                       | The Mourning                        |
| 15             | 3            | Strzał w Ciemno                  | A Shot in the Dark                  |
| 16             | 4            | Recepta za opłatą                | Prescription For Charge             |
| 17             | 5            | Pytania, które trzeba zadać      | Burning Questions                   |
| 18             | 6            | Tragiczne zauroczenie            | A Fatal Attraction                  |
| 19             | 7            | Jak prawdziwy mężczyzna          | The Things Men Do                   |
| 20             | 8            | Prawdziwa Przyczyna              | Truth of the Matter                 |
| 21             | 9            | Szlakiem Zagłady                 | Paths of Destruction                |
| 22             | 10           | Igła w Stogu Siana               | Needle in the Haystack              |
| 23             | 11           | Powracające Pytanie              | A Lingering Question                |
| 24             | 12           | Pocałunek śmierci                | Kiss of Death?                      |
| 25             | 13           | Desperackie Działanie            | The Desperate Crossing              |
| SEZON TRZECI   |              |                                  |                                     |
| 26             | 1            | Niebezpieczne Siły               | Dangerous Forces                    |
| 27             | 2            | Trucizna Pod Kontrolą            | Poison Control                      |
| 28             | 3            | Tragiczny Błąd                   | A Fatal Mistake                     |
| 29             | 4            | Tragiczne Skutki                 | Deadly Consequences                 |
| 30             | 5            | Śmiertelny areszt                | Deadly Arrest                       |
| 31             | 6            | Wielkie ucieczki                 | On The Run                          |
| 32             | 7            | Stare rany sięgają głęboko       | Old Wounds Run Deep                 |
| 33             | 8            | Niebezpieczny Biznes             | A Deadly Business                   |
| 34             | 9            | Niebezpieczna Prędkość           | Dangerous Speeds                    |
| 35             | 10           | Bomba Zegarowa                   | Ticking Time Bomb                   |
| 36             | 11           | Mroczne sekrety                  | Dark Secrets                        |
| 37             | 12           | Śmiertelny Błąd                  | Deadly Mistake                      |
| SEZON CZWARTY  |              |                                  |                                     |
| 38             | 1            | Toksyczne Siły                   | Toxic Forces                        |
| 39             | 2            | Wykolejony                       | Derailed                            |
| 40             | 3            | Złamane Życie                    | Broken Lives                        |
| 41             | 4            | Przerwane Życie                  | Life Interrupted                    |
| 42             | 5            | Śmiertelne Wyprawy               | Deadly Journeys                     |
| 43             | 6            | Śmiertelna Dawka                 | Deadly Doses                        |
| 44             | 7            | Zrządzenie Losu                  | Twist of Fate                       |
| 45             | 8            | Szok Dla Organizmu               | Shock to the System                 |
| 46             | 9            | Niebezpieczna gra                | Dangerous Games                     |
| 47             | 10           | W środku nocy                    | In the Dead of Night                |
| 48             | 11           | Podwójny Terror                  | Twin Terror                         |
| 49             | 12           | Potworna Kłótnia Kochanków       | Deadly Lovers Quarrel               |
| 50             | 13           | Już Raz Pobity                   | Once Bitten                         |
| SEZON PIĄTY    |              |                                  |                                     |
| 51             | 1            | Pod nożem                        | Under the Knife                     |
| 52             | 2            | Tragiczne spotkanie              | Deadly Encounter                    |
| 53             | 3            | Nieprawdopodobni podejrzani      | Unlikely Suspects                   |
| 54             | 4            | (Odcinek specjalny)              | How Not to Die: A Dr. G Special     |
| 55             | 5            | Znamiona śmierci                 | Degrees of Death                    |
| 56             | 6            | Jeden zły ruch                   | One False Move                      |
| 57             | 7            | Okrutne zamiary                  | Cruel Intentions                    |
| 58             | 8            | Strach przed najgorszym          | Fearing the Worst                   |
| 59             | 9            | Tajemnicze życie                 | Secret Lives                        |
| 60             | 10           | Śmiertelne remedium              | Deadly Remedies                     |
| 61             | 11           | Złudne wrażenia                  | False Impressions                   |
| 62             | 12           | Ukryte hazardy                   | Hidden Hazards                      |
| 63             | 13           | Przekroczyć linię                | Crossing the Line                   |
| 64             | 14           | Szeptane ostrzeżenia             | Whispered Warnings                  |
| SEZON SZÓSTY   |              |                                  |                                     |
| 65             | 1            | Śmiertelne spożycie              | Lethal Intake                       |
| 66             | 2            | Ostatnie wdechy                  | Last Gasps                          |
| 67             | 3            | Śmiertelna cisza                 | Deadly Silence                      |
| 68             | 4            | Śmiertelny skręt                 | Fatal Twist                         |
| 69             | 5            | Śmiertelne decyzje               | Deadly Decisions                    |
| 70             | 6            | Posiniaczony i poobijany         | Bruised and Battered                |
| 71             | 7            | Śmiertelne burze                 | Deadly Storms                       |
| 72             | 8            | Fatalny błąd                     | Fatal Flaw                          |
| 73             | 9            | Zabójcze nurkowanie              | Deadly Dive                         |
| 74             | 10           | Zabójcze zejście                 | Deadly Descent                      |
| 75             | 11           | Śmiertelna umowa                 | A Deadly Deal                       |
| 76             | 12           | Niepokojące zachowanie           | Disturbing Behavior                 |
| 77             | 13           | Złe zamiary                      | Evil Intent                         |
| 78             | 14           | Oparzenie ciała                  | Body Burn                           |
| 79             | 15           | Wewnątrz sprawy Caylee Antony    | Inside the Caylee Antony Case       |
| 80             | 16           | Desperackie środki               | Desperate Measures                  |
| 81             | 17           | Śmiertelne wakacje               | Deadly Holiday                      |
| 82             | 18           | Śmiertelna waśń                  | Fatal Feud                          |
| 83             | 19           | Gra podpowiedzi                  | Clue Game                           |
| SEZON SIÓDMY   |              |                                  |                                     |
| 84             | 1            | Ranny                            | Wounded                             |
| 85             | 2            | Ukryci zabójcy                   | Hidden Killers                      |
| 86             | 3            | Igrać z ogniem                   | Playing with Fire                   |
| 87             | 4            | Śmiertelne ugryzienie            | Deadly Bite                         |
| 88             | 5            | Śmiertelne okoliczności          | Deadly Circumstances                |
| 89             | 6            | Śmiertelne spotkania             | Fatal Encounters                    |